# Missä miehet ratsastaa
«Missä miehet ratsastaa» (en español: Donde los hombres cabalgan) es una canción de Teräsbetoni que fue elegida para representar a Finlandia en el Festival de la Canción de Eurovisión en 2008. Así como Lordi en 2006, Teräsbetoni fue elegido para representar a Finlandia en Eurovision 2008 tras ganar un concurso nacional, decidido por voto popular. La música y letra de la canción fue escrita por el vocalista de la banda Jarkko Ahola, y fue la primera canción de habla finesa en Eurovisión desde 1998. La canción se clasificó para la final tras pasar la primera semifinal. En la final la banda quedó en el puesto 22 de 25 participantes con 35 puntos, con Alemania, Polonia y el Reino Unido habiendo conseguido menos puntos.
"Missä miehet ratsastaa" es también el primer sencillo lanzado del álbum Myrskyntuoja. Tiene dos versiones de la canción y una canción extra titulada "Kaukaiset tulet" que no fue incluida en el álbum.
La canción fue sucedida como representante finlandés en el Festival de la Canción de Eurovisión 2009 por Waldo's People con "Lose Control".

## Lista de canciones
1. "Missä miehet ratsastaa" (Versión de Eurovisión) (3:00) (Ahola)
2. "Missä miehet ratsastaa" (Versión del álbum) (3:54) (Ahola)
3. "Kaukaiset tulet" (3:33) (Rantanen)

## Rendimiento
| Listas (2008)                    | Posición |
| -------------------------------- | -------- |
| Listas de sencillos en Finlandia | 2        |